# Hawk Eyes
Gli Hawk Eyes sono un gruppo musicale di Leeds, Inghilterra. Precedentemente noto sotto il nome di Chickenhawk, il gruppo è nato verso la fine del 2004: ha pubblicato un primo album costituito da tracce estrapolate da vecchie produzioni demo nel 2008, ma si sono consacrati a un pubblico più ampio nel 2010 con l'album Modern Bodies.
La band, partendo inizialmente nei circoli DIY della scena hardcore e metal inglese, si pian piano avvicinata a un pubblico sempre più ampio in seguito al cambio del nome avvenuto con l'uscita dell'EP Mindhammers. 
La loro musica si presenta come uno sludge metal da un marcato suono progressive metalcore nel quale sono presenti elementi di altri generi quali metal estremo, noise, alternative rock, stoner metal, progressive rock, rock psichedelico, hardcore punk, doom metal e varie sperimentazioni particolari. In aggiunta a ciò, si caratterizzano per grottesche canzoni incentrate su un morbido senso dell'umorismo su tematiche scabrose, ma anche nonsense, o su argomenti astrusi come uccelli e pennuti: non a caso lo stesso nome precedente "Chickenhawk" sta ad indicare sia la poiana, che un modo gergale per indicare una persona codarda che predica la violenza, e allo stesso tempo anche la pederastia.

## Formazione

### Formazione attuale
- Paul Astick – voce, chitarra
- Robert Stephens – chitarra
- Ryan Clark – basso, voce secondaria
- Steve Wilson – batteria

### Componenti usciti
- Matthew Reid - batteria

## Discografia

### Demo ed EP
- 2005 - Demo
- 2009 - A Or Not?
- 2011 - Mindhammers

### Album di studio
- 2008 - Chickenhawk
- 2010 - Modern Bodies
- 2012 - Ideas

### Videoclip
- 2010 - I Hate This, Do You Like it?
- 2010 - NASA vs ESA
- 2012 - Crack Another One
- 2012 - Skypsinners
- 2012 - Headstrung

### Split e collaborazioni
- 2006 - Chickenhawk / I Breathe Spears / With Scissors Split
- 2011 - Hawk Eyes / Castrovalva / Dolphins / Blacklisters

### Apparizioni in raccolte
- 2007 - Salt The Wound Records - The sky is bleeding
- 2009 - ''Dance To The Radio - 4x12" Vol 3
- 2011 - Exploding In Sound - Battery Acid Audio